# Villiers-en-Désœuvre
Villiers-en-Désœuvre ist eine französische Gemeinde mit 859 Einwohnern (Stand: 1. Januar 2022) im Département Eure in der Region Normandie. Sie gehört zum Arrondissement Les Andelys und zum Kanton Pacy-sur-Eure.

## Geografie
Villiers-en-Désœuvre liegt etwa 27 Kilometer nordnordöstlich von Évreux. Umgeben wird Villiers-en-Désœuvre von den Nachbargemeinden Cravent im Norden, Lommoye im Nordosten, Saint-Illiers-le-Bois und Bréval im Osten, Guainville im Süden, Bueil im Südwesten sowie Breuilpont im Westen. 

## Bevölkerungsentwicklung
| Jahr                       | 1962 | 1968 | 1975 | 1982 | 1990 | 1999 | 2006 | 2018 |
| Einwohner                  | 485  | 461  | 439  | 552  | 687  | 802  | 904  | 937  |
| Quellen: Cassini und INSEE |      |      |      |      |      |      |      |      |

## Sehenswürdigkeiten
- Kirche Saint-Nicolas, ursprünglich aus dem 11. Jahrhundert, An- und Umbauten aus dem 18. Jahrhundert
- alte Kommanderie des Tempelritter-Ordens in Chanu, Monument historique

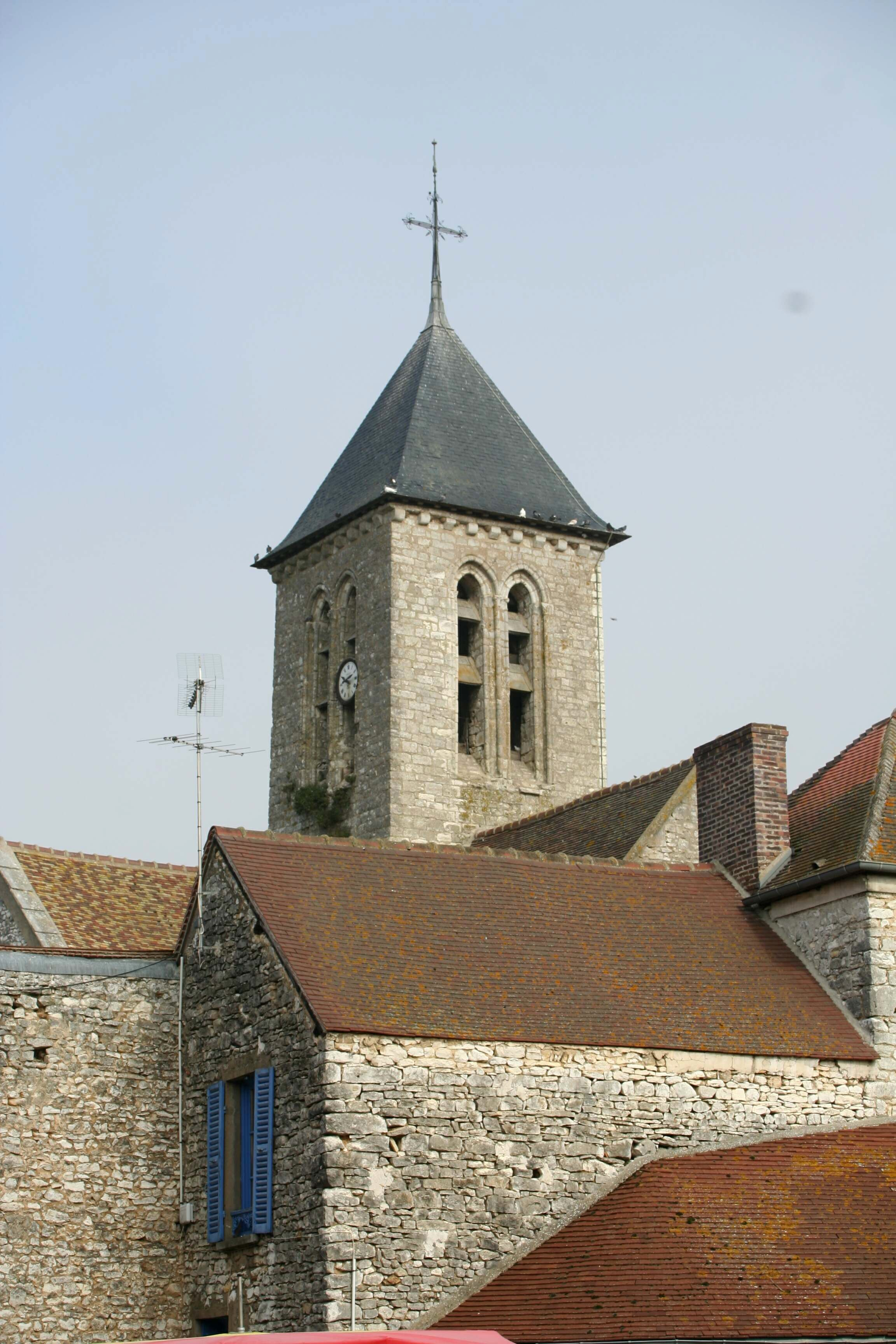
Kirche Saint-Nicolas
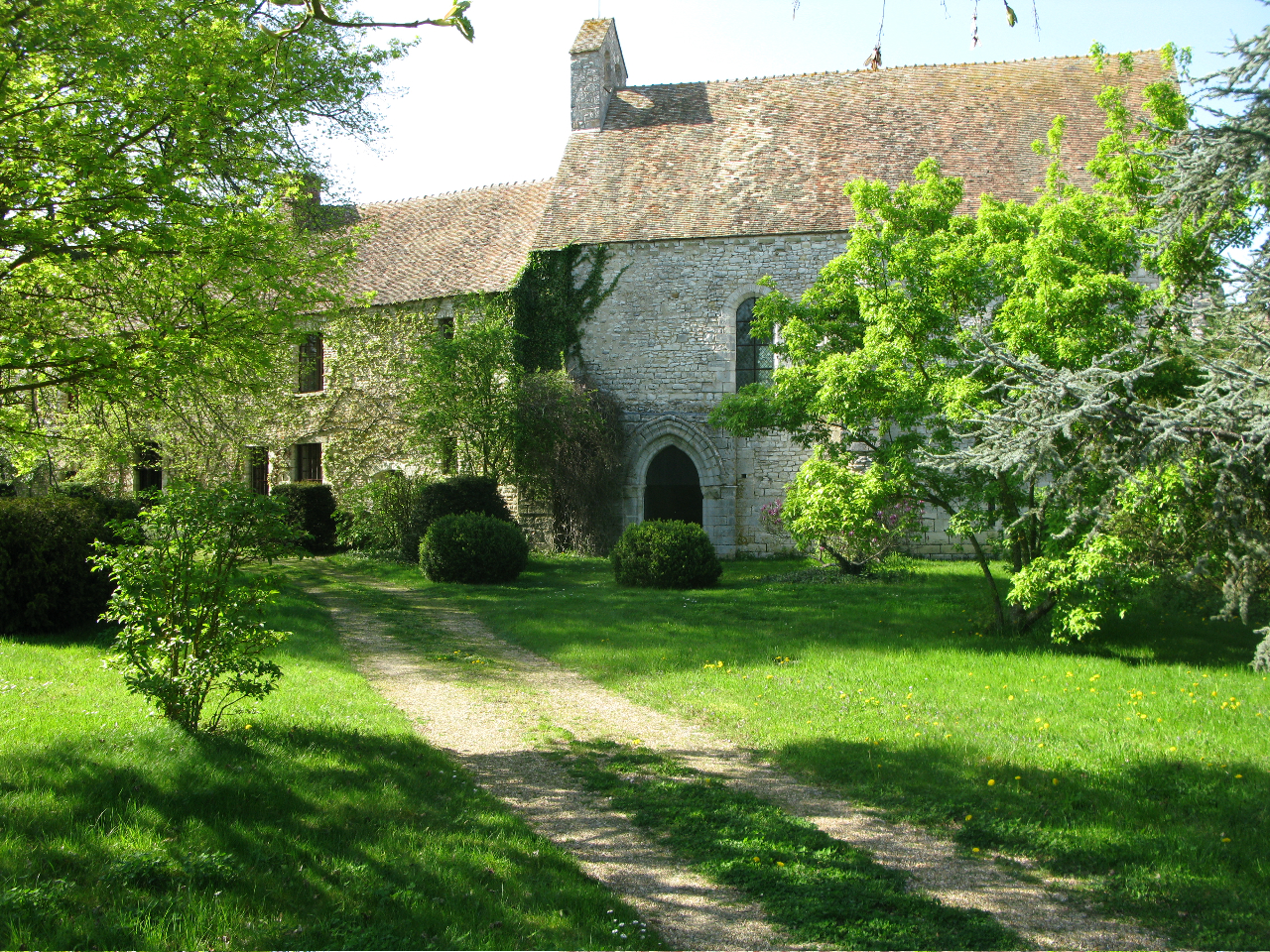
Kommanderie des Templerordens